# 屋豆尼
屋豆尼是流传于云南傈僳族的鬼怪，也称其午。一说此鬼是虎氏族的祖先司拉寿、达拉寿。所以傈僳族养氏族人不祭此鬼。另一说屋豆是沧江的一个地名。会作祟人醉酒。
1. ↑  徐华龙. . 广西民族出版社. 1994年: 599.
2. ↑  《民族问题五种丛书》云南省编辑委员会. . 云南人民出版社. 1981年: 72.
3. ↑  乌丙安. . 上海人民出版社. 1996年: 178. ISBN 9787208020139.